# Sergio Reguilón
Sergio Reguilón Rodríguez (Madrid, 16 dicembre 1996) è un calciatore spagnolo, difensore svincolato.

## Caratteristiche tecniche
È un terzino sinistro molto versatile e dotato di buona corsa; nel corso della carriera è stato impiegato anche da ala sinistra sfruttandone le buoni doti tecniche e, sporadicamente, come difensore centrale.

## Carriera

### Club

#### Real Madrid e prestito al Logroñés
Entra a far parte delle giovanili del Real Madrid nel 2005. Nel 2015 viene ceduto in prestito annuale all'UD Logroñés per accumulare esperienza fra i professionisti. Debutta il 23 agosto successivo durante il match di Segunda División B vinto 3-0 contro il Compostela. Dato lo scarso utilizzo a gennaio rientra alla base giocando con il Real M. Castilla fino al termine della stagione. Il 26 agosto 2016 viene ceduto in prestito nuovamente all'UD Logroñés. Disputa una stagione da protagonista giocando prevalentemente da ala sinistra collezionando 8 reti in 30 presenze, incluso un poker all'Athletic Bilbao B. Rientrato al Castilla alla fine del prestito, diventa la prima scelta sulla fascia mancina per la squadra allenata da Santiago Solari. Al termine della stagione, dopo aver collezionato 30 presenze segnando 2 reti, rinnova il proprio contratto con i blancos.

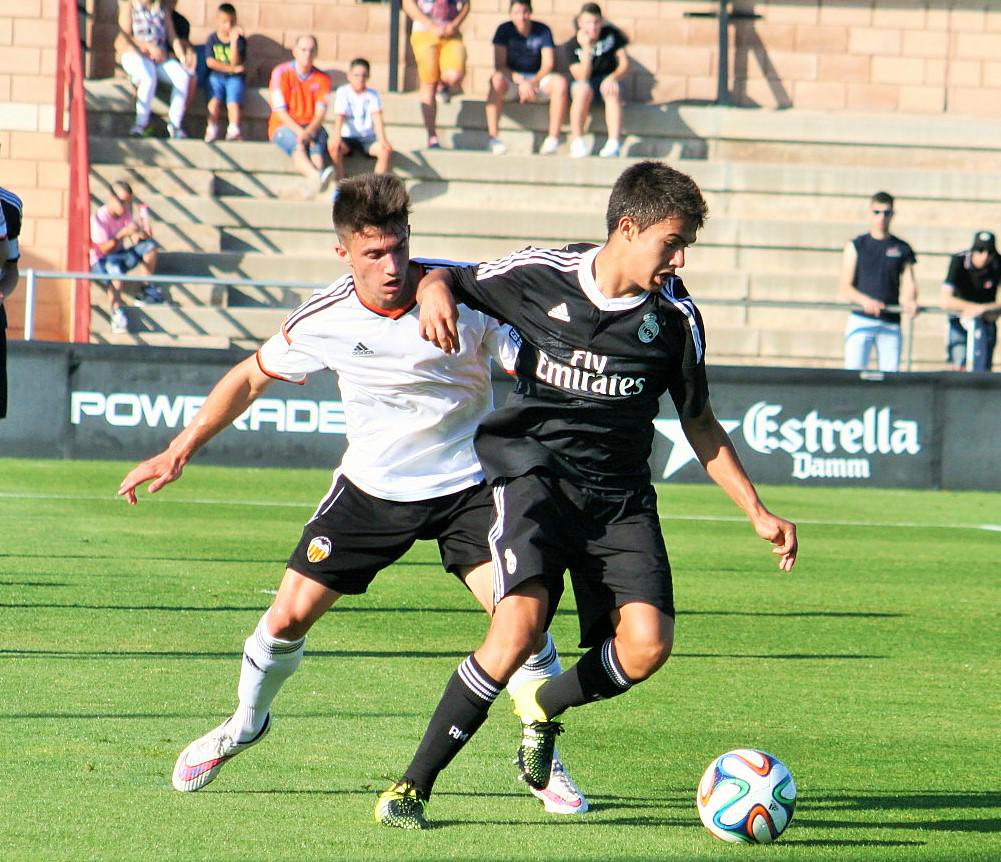
Reguilon con le giovanili del Madrid

Nella stagione successiva, dopo aver disputato il precampionato con il Real Madrid, viene definitivamente promosso in prima squadra da Julen Lopetegui, diventando la prima alternativa al titolare Marcelo. Debutta con i blancos il 2 ottobre 2018 disputando l'incontro di UEFA Champions League perso 1-0 contro il CSKA Mosca. Il 3 novembre successivo fa il suo esordio anche nella Liga, giocando da titolare il match vinto 2-0 contro il Real Valladolid.

#### Siviglia
Il 5 luglio 2019 viene acquistato in prestito annuale dal Siviglia, con cui disputa una buona stagione e vince la UEFA Europa League, scendendo in campo con regolarità.

#### Tottenham e prestito all'Atlético Madrid
Il 19 settembre 2020 passa a titolo definitivo al Tottenham per 27,5 milioni di sterline. Esordisce il 29 settembre, nella partita interna vinta ai tiri di rigore contro il Chelsea e valida per il quarto turno di FA Cup. Fa il proprio debutto ufficiale in Premier League il 4 ottobre, nella rocambolesca vittoria 6-1 in casa del Manchester United. Il 19 maggio, in una gara contro l'Aston Villa, lo spagnolo mette a segno una sfortunata autorete che costerà il pareggio dei Villans; la gara terminerà per 2-1 in favore degli ospiti. Segna il primo gol con gli Spurs il 21 novembre 2021, nella partita di Premier League vinta per 2-1 in casa contro il Leeds Utd.
Il 30 agosto 2022 viene ceduto in prestito all'Atlético Madrid. Tuttavia, appena arrivato al club, il giocatore dovrà fare i conti con una pubalgia che lo terrà fermo per l'intero mese di settembre. Debutta finalmente con i Colchoneros il 9 novembre, in una gara persa per 1-0 in casa del Maiorca. Per Reguilón saranno solamente 12 presenze.

#### Manchester United e Brentford
Rientrato al Tottenham, il 1º settembre 2023 si trasferisce in prestito al Manchester Utd. Debutta con i Red Devils due settimane dopo, in una sconfitta casalinga contro il Brighton. Tuttavia, dopo soli 4 mesi e 9 partite disputate in Premier League, il 4 gennaio 2024, il Tottenham decide di interrompere il prestito.
Il 17 gennaio successivo viene ceduto in prestito secco fino al termine della stagione al Brentford. Tre giorni dopo la firma disputa la sua prima gara di campionato con la maglia delle Bees, una vittoria per 3-2 contro il Nottingham Forest. Termina la sua esperienza al Brentford totalizzando 16 presenze facendo poi ritorno al Tottenham data la scadenza del prestito.

### Nazionale
Il 21 marzo 2019 ha esordito con la nazionale Under-21 spagnola in un'amichevole disputata contro i pari età della Romania (1-0).
Il 6 settembre 2020 ha debuttato con la nazionale maggiore in una partita della UEFA Nations League contro l'Ucraina (4-0).

## Statistiche

### Presenze e reti nei club
Statistiche aggiornate al 16 maggio 2025.
| Stagione                    | Squadra                     | Campionato                  | Campionato | Campionato | Coppe nazionali | Coppe nazionali | Coppe nazionali | Coppe continentali | Coppe continentali | Coppe continentali | Altre coppe | Altre coppe | Altre coppe | Totale | Totale |
| Stagione                    | Squadra                     | Comp                        | Pres       | Reti       | Comp            | Pres            | Reti            | Comp               | Pres               | Reti               | Comp        | Pres        | Reti        | Pres   | Reti   |
| --------------------------- | --------------------------- | --------------------------- | ---------- | ---------- | --------------- | --------------- | --------------- | ------------------ | ------------------ | ------------------ | ----------- | ----------- | ----------- | ------ | ------ |
| 2015-gen. 2016              | UD Logroñés                 | SDB                         | 9          | 0          | CR              | 3               | 0               | -                  | -                  | -                  | -           | -           | -           | 12     | 3      |
| gen.-giu. 2016              | Real Madrid Castilla        | SDB                         | 14+4       | 0          | -               | -               | -               | -                  | -                  | -                  | -           | -           | -           | 18     | 0      |
| 2016-2017                   | UD Logroñés                 | SDB                         | 30         | 8          | CR              | 1               | 0               | -                  | -                  | -                  | -           | -           | -           | 31     | 8      |
| Totale UD Logroñés          | Totale UD Logroñés          | Totale UD Logroñés          | 39         | 8          |                 | 4               | 0               |                    | -                  | -                  |             | -           | -           | 43     | 8      |
| 2017-2018                   | Real Madrid Castilla        | SDB                         | 30         | 2          | -               | -               | -               | -                  | -                  | -                  | -           | -           | -           | 30     | 2      |
| Totale Real Madrid Castilla | Totale Real Madrid Castilla | Totale Real Madrid Castilla | 44+4       | 2+0        |                 | -               | -               |                    | -                  | -                  |             | -           | -           | 48     | 2      |
| 2018-2019                   | Real Madrid                 | PD                          | 14         | 0          | CR              | 4               | 0               | UCL                | 4                  | 0                  | SU+Cmc      | 0+0         | 0           | 22     | 0      |
| 2019-2020                   | Siviglia                    | PD                          | 31         | 2          | CR              | 2               | 0               | UEL                | 5                  | 1                  | -           | -           | -           | 38     | 3      |
| 2020-2021                   | Tottenham                   | PL                          | 27         | 0          | FACup+CdL       | 1+3             | 0               | UEL                | 5                  | 0                  | -           | -           | -           | 36     | 0      |
| 2021-2022                   | Tottenham                   | PL                          | 25         | 2          | FACup+CdL       | 2+2             | 0               | UECL               | 2                  | 0                  | -           | -           | -           | 31     | 2      |
| 2022-2023                   | Atlético Madrid             | PD                          | 11         | 0          | CR              | 1               | 0               | UCL                | 0                  | 0                  |             | -           | -           | 12     | 0      |
| 2023-gen. 2024              | Manchester United           | PL                          | 9          | 0          | FACup+CdL       | 0+1             | 0+0             | UCL                | 2                  | 0                  | -           | -           | -           | 12     | 0      |
| gen.-giu. 2024              | Brentford                   | PL                          | 16         | 0          | FACup+CdL       | -               | -               | -                  | -                  | -                  | -           | -           | -           | 16     | 0      |
| 2024-2025                   | Tottenham                   | PL                          | 4          | 0          | FACup+CdL       | 1+1             | 0               | UEL                | -                  | -                  | -           | -           | -           | 6      | 0      |
| Totale Tottenham            | Totale Tottenham            | Totale Tottenham            | 56         | 2          |                 | 9               | 0               |                    | 7                  | 0                  |             | -           | -           | 73     | 2      |
| Totale carriera             | Totale carriera             | Totale carriera             | 224        | 14         |                 | 22              | 0               |                    | 18                 | 1                  |             | 0           | 0           | 264    | 18     |

### Cronologia presenze e reti in nazionale
| Cronologia completa delle presenze e delle reti in nazionale ― Spagna | Cronologia completa delle presenze e delle reti in nazionale ― Spagna | Cronologia completa delle presenze e delle reti in nazionale ― Spagna | Cronologia completa delle presenze e delle reti in nazionale ― Spagna | Cronologia completa delle presenze e delle reti in nazionale ― Spagna | Cronologia completa delle presenze e delle reti in nazionale ― Spagna | Cronologia completa delle presenze e delle reti in nazionale ― Spagna | Cronologia completa delle presenze e delle reti in nazionale ― Spagna |
| Data                                                                  | Città                                                                 | In casa                                                               | Risultato                                                             | Ospiti                                                                | Competizione                                                          | Reti                                                                  | Note                                                                  |
| --------------------------------------------------------------------- | --------------------------------------------------------------------- | --------------------------------------------------------------------- | --------------------------------------------------------------------- | --------------------------------------------------------------------- | --------------------------------------------------------------------- | --------------------------------------------------------------------- | --------------------------------------------------------------------- |
| 6-9-2020                                                              | Madrid                                                                | Spagna                                                                | 4 – 0                                                                 | Ucraina                                                               | UEFA Nations League 2020-2021 - 1º turno                              | -                                                                     |                                                                       |
| 7-10-2020                                                             | Lisbona                                                               | Portogallo                                                            | 0 – 0                                                                 | Spagna                                                                | Amichevole                                                            | -                                                                     | 44’ 46’                                                               |
| 13-10-2020                                                            | Kiev                                                                  | Ucraina                                                               | 1 – 0                                                                 | Spagna                                                                | UEFA Nations League 2020-2021 - 1º turno                              | -                                                                     |                                                                       |
| 11-11-2020                                                            | Amsterdam                                                             | Paesi Bassi                                                           | 1 – 1                                                                 | Spagna                                                                | Amichevole                                                            | -                                                                     | 29’ 49’                                                               |
| 14-11-2020                                                            | Basilea                                                               | Svizzera                                                              | 1 – 1                                                                 | Spagna                                                                | UEFA Nations League 2020-2021 - 1º turno                              | -                                                                     |                                                                       |
| 8-9-2021                                                              | Pristina                                                              | Kosovo                                                                | 0 – 2                                                                 | Spagna                                                                | Qual. Mondiali 2022                                                   | -                                                                     | 86’                                                                   |
| Totale                                                                |                                                                       | Presenze                                                              | 6                                                                     |                                                                       | Reti                                                                  | 0                                                                     |                                                                       |

| Cronologia completa delle presenze e delle reti in nazionale ― Spagna under 21 | Cronologia completa delle presenze e delle reti in nazionale ― Spagna under 21 | Cronologia completa delle presenze e delle reti in nazionale ― Spagna under 21 | Cronologia completa delle presenze e delle reti in nazionale ― Spagna under 21 | Cronologia completa delle presenze e delle reti in nazionale ― Spagna under 21 | Cronologia completa delle presenze e delle reti in nazionale ― Spagna under 21 | Cronologia completa delle presenze e delle reti in nazionale ― Spagna under 21 | Cronologia completa delle presenze e delle reti in nazionale ― Spagna under 21 |
| Data                                                                           | Città                                                                          | In casa                                                                        | Risultato                                                                      | Ospiti                                                                         | Competizione                                                                   | Reti                                                                           | Note                                                                           |
| ------------------------------------------------------------------------------ | ------------------------------------------------------------------------------ | ------------------------------------------------------------------------------ | ------------------------------------------------------------------------------ | ------------------------------------------------------------------------------ | ------------------------------------------------------------------------------ | ------------------------------------------------------------------------------ | ------------------------------------------------------------------------------ |
| 21-3-2019                                                                      | Granada                                                                        | Spagna under 21                                                                | 1 – 0                                                                          | Romania under 21                                                               | Amichevole                                                                     | -                                                                              |                                                                                |
| Totale                                                                         |                                                                                | Presenze                                                                       | 1                                                                              |                                                                                | Reti                                                                           | 0                                                                              |                                                                                |

## Palmarès

### Club

#### Competizioni internazionali
- Coppa del mondo per club: 1

Real Madrid: 2018
- UEFA Europa League: 2

Siviglia: 2019-2020
Tottenham: 2024-2025